# 포르자 (비디오 게임 시리즈)
포르자(/ˈfɔːrtsə/, 이탈리아어: [ˈfɔrtsa], 이탈리아어로 "힘"을 의미)는 Xbox Game Studios에서 출시한 Xbox 콘솔, Microsoft Windows, iOS 및 안드로이드 장치용 시뮬레이션 레이싱 게임 시리즈이다. 이 시리즈는 많은 양산, 개조 및 경주용 자동차의 성능 및 핸들링 특성을 재현하려고 한다.
프랜차이즈는 주로 두 개의 타이틀로 나뉜다. 미국 개발자 Turn 10 Studios가 개발한 오리지널 포르자 모터스포츠 시리즈는 주로 전문적인 스타일의 트랙 레이싱 이벤트와 다양한 실제 및 가상 트랙 을 중심으로 한 시리즈이며, 영국 개발자 Playground Games에서 개발한 포르자 호라이즌 시리즈는 호라이즌 페스티벌"이라고 하는 가상의 레이싱 및 음악 축제로, 플레이어가 자유롭게 돌아다니며 레이싱 이벤트에 참여할 수 있는 가상 현실 세계를 배경으로 한 오픈 월드 환경이 특징이다. 2019년까지 각 프랜차이즈 시리즈의 출시 2년 단위로 교대로 진행되었다. 모터스포츠 시리즈는 홀수 연도에 출시된 반면 호라이즌 시리즈는 짝수 연도에 출시되었다. 이 규칙은 2019년에 새로운 모터스포츠 게임이 없었기 때문에 더 이상 지켜지지 않는다.

## 게임 목록

### 모터스포츠
| 2005 | 포르자 모터스포츠   |
| 2006 |                     |
| 2007 | 포르자 모터스포츠 2 |
| 2008 |                     |
| 2009 | 포르자 모터스포츠 3 |
| 2010 |                     |
| 2011 | 포르자 모터스포츠 4 |
| 2012 | 포르자 호라이즌     |
| 2013 | 포르자 모터스포츠 5 |
| 2014 | 포르자 호라이즌 2   |
| 2015 | 포르자 모터스포츠 6 |
| 2016 | 포르자 호라이즌 3   |
| 2017 | 포르자 모터스포츠 7 |
| 2018 | 포르자 호라이즌 4   |
| 2019 | 포르자 스트리트     |
| 2020 |                     |
| 2021 | 포르자 호라이즌 5   |
| 2022 |                     |
| 2023 |                     |
| 2024 |                     |
| TBA  | 포르자 모터스포츠   |

#### 포르자 모터스포츠(2005)
Forza Motorsport는 2005년에 출시되었으며 Microsoft의  Xbox 360, Xbox One 및 Xbox Series X/S에서 계속되는 포르자 모터스포츠 시리즈의 첫 번째 작품이다. 이 게임은 오리지널 Xbox 콘솔에 출시된 시리즈의 유일한 게임이었다. 최신 플랫폼에서 이전 버전과의 호환성을 통해 Xbox 360에서 플레이 할 수 있다. 여기에는 231개의 자동차와 여러 실제 및 가상의 서킷이 있다. 또한 Xbox Live를 통한 온라인 멀티플레이어 기능을 제공했다. Honda NSX와 튜닝된 Nissan 350Z 가 커버 차량이다.

#### 포르자 모터스포츠 2(2007)
포르자 모터스포츠 2는 포르자 모터스포츠 시리즈의 첫 번째 속편이자 xbox 360용 첫 시리즈이다. 마이크로소프트 Xbox 360 무선레이싱 휠 은 포르자 모터스포츠 2와 함께 개발되었으며 게임과 함께 작동하도록 설계되었다. 게임 출시에 앞서 마이크로소프트는 Speed에서 4부작 TV 미니시리즈인 포르자 모터스포츠 쇼다운을  공개했다. 쇼는 버드 브러츠맨 이 제작하고 리 리헤먼이 진행했다. 튜닝된 Nissan 350z 가 커버 차량이다.

#### 포르자 모터스포츠 3(2009)
포르자 모터스포츠3에는 50개 제조업체의 466개 이상의 개조가능 자동차( 얼티밋 컬렉션의 경우 600개 이상의 자동차)와 한 경기에 최대 8대의 자동차를 트랙에서 경주할 수 있는 100개 이상의 레이스 트랙 이 포함되어 있다. 이 자동차들은 양산 자동차에서 아메리칸 르망 시리즈와 같은 경주용 자동차에 이르기까지 다양하다. 게임이 처음 소개된 E3 마이크로소프트 기자 회견에서 Turn 10은 되감기 기능(코드마스터즈의 레이스 드라이버:그리드, F1 2009  및 DiRT 2의 "flashback" 기능과 매우 유사)을 공개하여 플레이어가 시간을 되돌릴 수 있도록 한다. 트랙에서의 실수를 번복할 수 있다. 되감기 기능은 사용 횟수에 제한이 없지만 이후에는 플레이어가 다시 되감기 전에 30초를 기다려야한다. 또한 1인칭 시점 스포츠 유틸리티 차량을 갖춘 프랜차이즈 최초의 게임이기도 하다. 북미 사양 2006 아우디 R8 이 커버 차량이다.

#### 포르자 모터스포츠 4(2011)

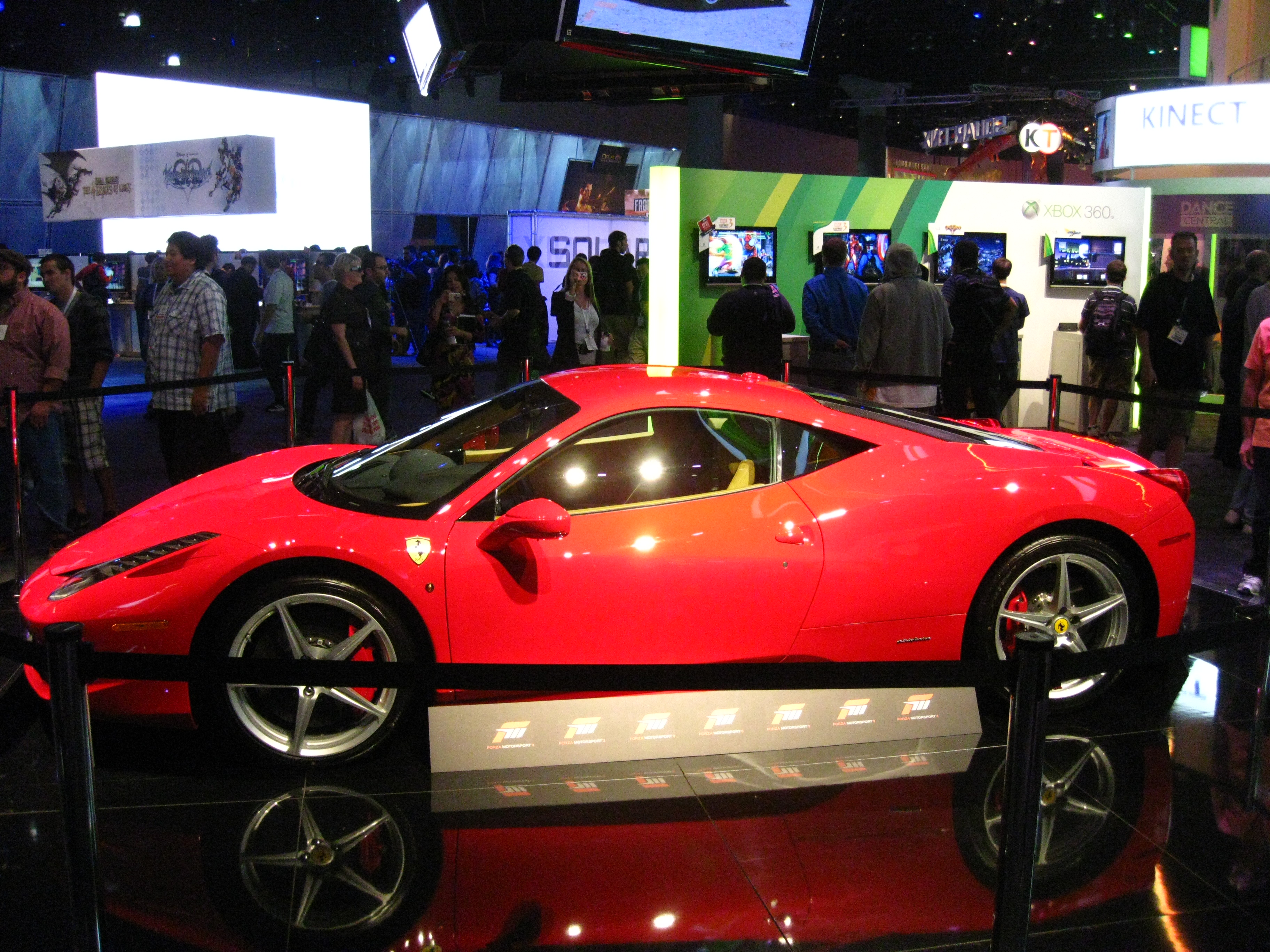
E3 2011에서 포르자 모터스포츠 4 홍보

포르자 모터스포츠 4에서 턴 10 스튜디오는 BBC의 탑 기어 와 제휴를 맺어 제러미 클락슨을 비롯한 다른 탑 기어 출연진들이 설명, 레이스 제목 및 자동차 상세 설명용 음성을 제공한다. 또한 시리즈에서 Kinect 센서를 활용한 최초의 게임이기도 하다. 플레이어는 센서를 활용하여 머리를 양쪽으로 돌릴 수 있으며 게임은 실제와 비슷한 동작에 따라  게임시점을 옆으로 돌린다. Xbox 360용으로 출시된 마지막 포르자 모터스포츠이다. 2009 페라리 458 이 커버 차량이다.

#### 포르자 모터스포츠 5(2013)
포르자 모터스포츠5는 엑스박스 원의 출시 타이틀로 포르자 모터스포츠 시리즈의 다섯 번째이자 포르자 시리즈의 여섯 번째 게임이다. 게임은 리처드 해먼드와 제임스 메이가 제러미 클락슨과 함께 해설을 제공함으로써 탑 기어 파트너십을 확장했다. 이 게임은 마이크로소프트 프랑스의 Se-bull에 의해 처음 공개되었다. 게임은 2013년에 출시되었다. 2013 맥라렌 P1 이 커버 차량이다.

#### 포르자 모터스포츠 6(2015)
포드와의 계약으로 턴 10 스튜디오는 게임의 커버 차량인 2017 Ford GT 슈퍼카의 디자인 팀에 직접 참여 할 수 있었다. 포르자 모터스포츠 6는 2015년 9월 15일 엑스박스 원용으로 출시되었다. 포르자 모터스포츠 6: Apex로 알려진 무료 Windows 10 버전 게임이 2016년 5월 5일 베타 버전으로 출시되었다. 2016년 9월 6일에 베타 테스트가 끝나고 프랜차이즈에 완전히 편입되었다.

#### 포르자 모터스포츠 7(2017)
포르자 모터스포츠 7 은 Windows 10 및 Xbox One용으로 개발되었다. 게임은 2017년 10월 3일에 출시되었다. 이 게임에는 포르자 모터스포츠 4에 마지막으로 포함된 가상의 트랙인 Maple Valley Raceway의 귀환을 포함하여 많은 트랙이 포함되어 있다. 포르자 모터스포츠 7 은 현재까지 포르자 게임 중 가장 많은 830대의 차량을 보유하고 있다. 기본 게임에는 700대의 자동차가 포함되어 있으며 나중에 130대가 다운로드 가능한 콘텐츠로 추가되었다. 2018 포르쉐 911 GT2 RS가 커버 차량이다.

#### 포르자 모터스포츠(2023년)
공식적으로 제목에 숫자가 없는 8번째 포르자 모터스포츠는 2020년 7월 23일 마이크로소프트의 엑스박스 게임 쇼케이스에서 발표되었다.

### 호라이즌

#### 포르자 호라이즌(2012)
포르자 호라이즌은 엑스박스 360용으로 개발되었으며 시리즈의 첫 번째 오픈 월드 게임이다. 미국 콜로라도 주를 배경으로 하는 호라이즌 페스티벌이라는 가상의 축제를 기반으로 한다. 이 게임은 다양한 자동차, 사실적인 물리엔진 및 고화질 그래픽과 같이 이전 포르자 모터스포츠 타이틀의 다양한 게임 플레이 경험을 공유한다. 목표는 빨리 달리고, 사물을 파괴하고, 경주에서 승리하고 기타 운전 기술로  "팔지"를 얻는 방법으로 게임을 진행하는 것이다. 호라이즌은 포르자 모터스포츠 4 의 물리엔진이 특징이며, 게임에 존재하는 65가지 지형에 최적화되었다. 플레이어는 일부 지역에서 오프로드 주행을 할 수 있지만 다른 지역은 가드레일이나 기타 수단으로 오프로드 집입이 제한된다. 호라이즌을 사용하면 플레이어가 차의 내부 및 외부에서 수많은 기능을 변경하여 차고에서 선택한 차를 수정할 수 있다. 또한 거리에서 무작위 드라이버와 레이스에서 승리하거나 더 큰 경쟁 레이스에서 승리하거나 게임의 '오토쇼'나 레이싱을 통해 구입할 수 없는 보물 자동차가 있는 헛간을 찾아 자동차를 얻을 수도 있다. 이 게임은 이전 버전과의 호환성을 통해 엑스박스 원과 호환된다. 2013 닷지 바이퍼 SRT 는 커버 차량이였으며 호라이즌 시리즈의 첫 번째 커버 차량이기도 하다.

#### 포르자 호라이즌 2(2014)
포르자 호라이즌 2는 엑스박스 360 및 엑스박스 원용으로 개발되었다. 게임의 배경은 프랑스 남부와 이탈리아 북부이다. 엑스박스 원 버전은 턴 10 스튜디오의 도움으로 호라이즌 개발자 플레이그라운드 게임즈에서 개발했다. 엑스박스 360 버전은 Sumo Digital에서 개발했다. 엑스박스 원 버전은 시리즈에 동적 날씨 시스템을 도입했다. 확장팩 포르자 호라이즌 2: 스톰 아일랜드는 2014년 12월 16일에 출시되었으며 2014 포드 레인저가 커버 차량으로 사용되었다. 포르자 호라이즌 2: 패스트 & 퓨리어스라는 프로모션 독립형 확장팩이 엑스박스 360 및 엑스박스 원 용으로 2015년 3월에 출시되었다. 엑스박스 360용 마지막 포르자 게임이며 DLC는 엑스박스 원 전용이다. 확장팩의 줄거리는 다양한 이벤트에서 특별 개조된 자동차를 사용하여 자동차 10대를 수집하는 것이다. 2014 람보르기니 우라칸 LP 610-4가 커버차량이었다.

#### 포르자 호라이즌 3(2016)
포르자 호라이즌 3는 윈도우즈 10 및 엑스박스 원 용으로 개발되었다. 게임은 호주를 배경으로 하며 게임에서 플레이어가 호라이즌 페스티벌의 주최자로 나온다. 게임은 2016년 9월 27일에 출시되었다(얼티밋 에디션 소유자의 경우 9월 23일). 이 게임은 350대 이상의 자동차와 함께 출시되었으며 마이크로소프트 윈도우즈와 엑스박스 원 모두에서 출시되는 시리즈의 첫 번째 게임이다. 블리자드 산이라는 확장팩이 2016년 12월 13일에 출시되었으며, 블리자드 폭풍을 부르는 이름과 함께 눈 지역, 8대의 신규 자동차, 2016 포드 포커스가 커버 차량으로 등장했다. 핫 휠을 주제로 한 두번째 확장팩이 2017년 5월 9일에 출시되었다. 이 확장에는 "스릴토피아"라는 새로운 영역이 있으며 루프, 점프, 코르크 스크루, 부스트 패드, 하프 파이프 등이 있는 주황색 및 파란색 핫 휠 트랙이 추가됐다. 이 확장에는 10개의 새 자동차도 포함된다. 핫 휠 트윈 밀은 커버 차량이다. 2016년형 람보르기니 센테나리오와 2017년 포드 F-150 랩터가 커버 차량였다. 2016년 12월 기준으로 포르자 호라이즌3는 약 250만 장 판매되었다.

#### 포르자 호라이즌 4(2018)

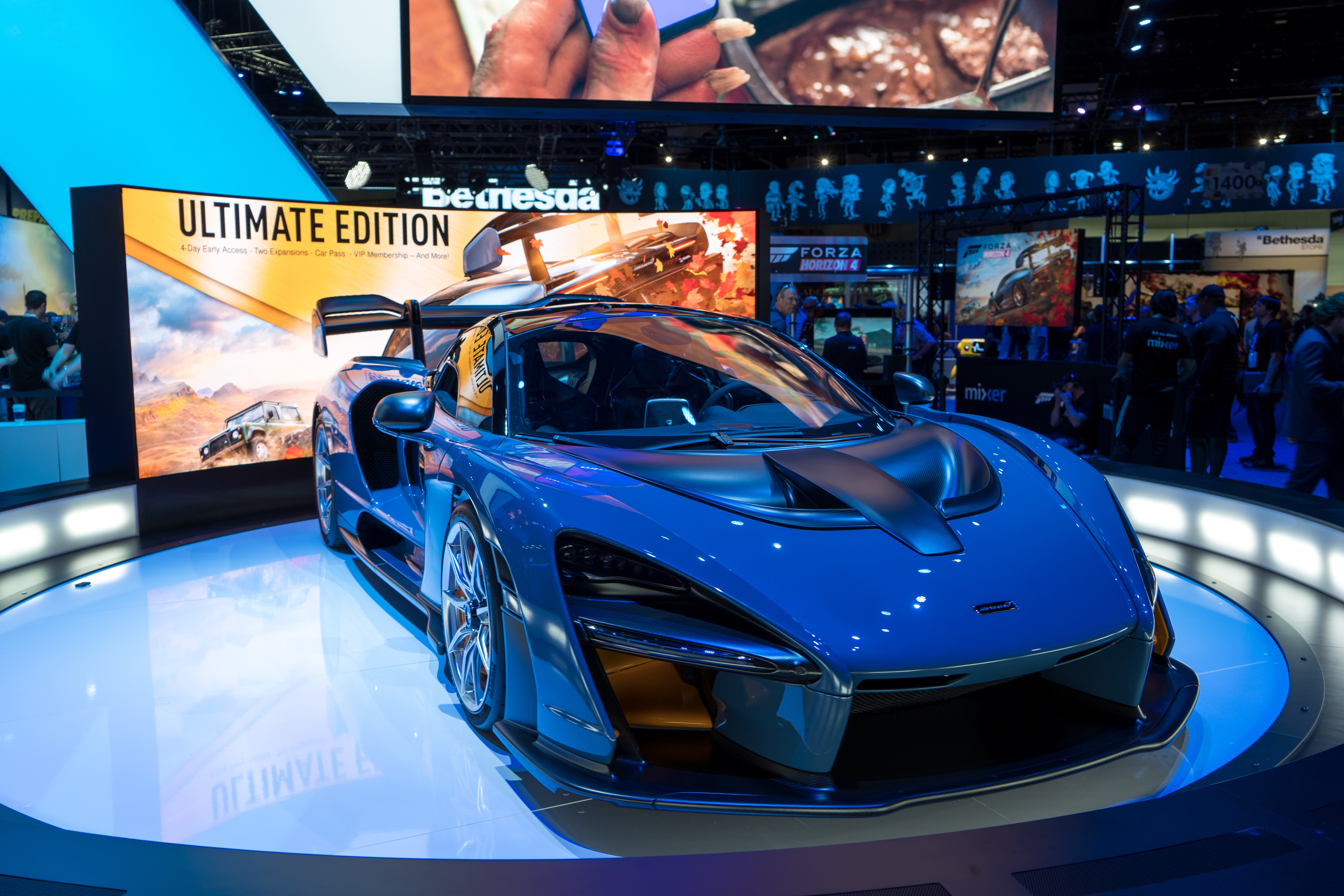
E3 2018에서 맥라렌 세나가 등장하는 포르자 호라이즌 4 홍보관

포르자 호라이즌 4는 엑스박스 원 및 윈도우즈 10용으로 개발되었다. 이 게임은 영국을 배경으로 하며 실제 시간으로 매주 목요일 바뀌는 역동적인 게임 플레이와 시즌을 제공한다. 2018년 10월 2일에 출시되었다(얼티밋 에디션 플레이어의 경우 9월 28일). 2018 맥라렌 세나와 1997 랜드로버 디펜더가 커버차량이다. 2018년 12월 13일, 2019 람보르기니 우루스가 커버차량으로 등장하는 포츈 아일랜드 확장팩이 출시되었다. 2019년 6월 13일에서 레고 속도 챔피언스 확장팬은 레고 버전 맥라렌 세나를 포함한다. 2019년 8월  게임 이용자 수는 1200만 명을 넘어섰다. Forza Horizon 4는 현재 엑스박스의 게임 패스 서비스를 통해 다운로드할 수 있다.

#### 포르자 호라이즌 5(2021)
포르자 호라이즌 5는 엑스박스 원, 엑스박스 시리즈 X/S 및 윈도우즈 10 용으로 개발되었으며 멕시코를 배경으로 한다. 2021년 11월 9일에 출시되었다. 프리미엄 에디션 소유자에게는 2021년 11월 5일에 선공개되었다. 2021년형 메르세데스-AMG 원과 2개의 2021년형 포드 브롱코(하나는 노란색 하나는 회색)가 커버차량이다. 포르자 호라이즌5는 3개의 커버 차량을 가지는 최초의 Forza 게임이 된다.

### 외전

#### 포르자 스트리트(2019)
포르자 스트리트는 2018년 5월 8일 마이매미 스트리트로 윈도우즈 10 게임으로 처음 출시된 일렉트릭 스퀘어에서 개발한 무료 게임이었으나, 2019년 4월 15일 포르자 시리즈가 되었으며 2020년 5월 5일 iOS 및 안드로이드 , 닌텐도 스위치 버전의 게임도 개발 중이라는 소문이 돌았다. 포르자 스트리트는 시리즈의 자체 엔진인 포르자 테크와 달리 언리얼 엔진 4를 사용한다. 모터스포츠 및 호라아진 게임들과 달리 스트리트는 짧고 빠른 공도 경주를 특징으로 하며 저가형 장치에서 플레이 할 수 있도록 되어 있다. 게임 플레이는 플레이어가 버튼이나 터치 스크린을 눌렀다 놓아 가속과 제동만 제어하는 것이다. 조향은 자동이다. 플레이어는 니트로를 사용하여 가속 할 수도 있다. 앱 아이콘이 진행 중인 특별 이벤트에 따라 차량을 변경하기 때문에 고정적인 커버 차량은 없다.
발표 후 포르자 스트리트는 지나치게 단순한 게임 플레이, 게임 플레이를 제한하는 에너지 시스템, 과도한 앱내 결제로 인해 크게 비판받았으며 비평가들은 스트리트를 포르자 브랜드의 오점이라고 평가했다.
2022년 1월 10일 턴 10 스튜디오의 수석 디자인 디렉터인 앤디 부도인은 "새롭고 흥미진진한 포르자 경험을 위해" 때문에 2022년 봄에 포르자 스트리트의 서비스 종료를 발표했다. 게임은 발표 당일에 최종 업데이트를 받았으며, 에너지 충전 시간 단축, 에너지 저장량 증가, 자동차 쇼 대기 시간 단축, 게임 내 화폐로 구매할 수 있는 대부분의 아이템 가격 인하, 소액 결제 비활성화, 고객 환불 인앱 스토어 폐쇄 전 지난 30일 동안 모든 소액 결제를 환불했다.

## 인기
| 게임               | 메타크리틱                |
| ------------------ | ------------------------- |
| Forza Motorsport   | (Xbox) 92/100             |
| Forza Motorsport 2 | (X360) 90/100             |
| Forza Motorsport 3 | (X360) 92/100             |
| Forza Motorsport 4 | (X360) 91/100             |
| Forza Horizon      | (X360) 85/100             |
| Forza Motorsport 5 | (XONE) 79/100             |
| Forza Horizon 2    | (XONE) 86/100             |
| Forza Motorsport 6 | (XONE) 87/100             |
| Forza Horizon 3    | (PC) 86/100 (XONE) 91/100 |
| Forza Motorsport 7 | (PC) 82/100 (XONE) 86/100 |
| Forza Horizon 4    | (PC) 87/100 (XONE) 92/100 |
| Forza Horizon 5    | (PC) 91/100 (XSX) 92/100  |

2010년 2월 기준으로 포르자 게임은 천만 장 이상 판매되었다. 2016년 12월 기준으로 이 시리즈는 미화 10억 달러 이상을 벌어 들여 포르자는 가장 높은 수익을 올린 비디오 게임 프랜차이즈 중 하나가 되었다. 2016년 12월까지 엑스박스 원 및 윈도우즈 10의 포르자 커뮤니티에 1,400만 명이 넘는 플레이어가 등록되었다
포르자 프랜차이즈는 큰 호평을 받았다. 포르자 모터스포츠 5를 제외하고 포르자 모터스포츠및 포르자 호라이즌 시리즈의 모든 주요 타이틀은 메타크리틱에서 85점 이상의 평가를 받았다 포르자 모터스포츠,  포르자 모터스포츠3,  포르자 호라이즌 4의 엑스박스 원 버전과 포르자 호라이즌 5 의 엑스박스 시리즈 X/S 버전은 모두 92점으로 시리즈에서 가장 높은 점수를 받았다. 호라이즌 3 이후로 포르자 호라이즌 시리즈는 더 게임 어워드에서 최고의 스포츠/레이싱 상을 수상했다.